# Nikon D5300
La Nikon D5300 es una cámara réflex digital con montura F, con un nuevo cuerpo de polímero reforzado con fibra de carbono y otras nuevas tecnologías, anunciada por Nikon el 17 de octubre de 2013. [cita requerida]
Cuenta con el nuevo procesador Expeed 4 y es la primera DSLR de la compañía con Wi-Fi y GPS integrados. Cambia el sensor de imagen Toshiba de 24 megapíxeles de su predecesor por uno fabricado por Sony y no cuenta con filtro anti-aliasing (AA),  al igual que la Nikon D7100. La cámara reemplazaba a la Nikon D5200 y fue reemplazada por la Nikon D5500.

## Especificaciones
- Nuevo procesador de imagen Expeed 4 con bajo consumo de batería; extendiendo cada carga a 600 disparos.
- Video FullHD 1080p con autofoco. Fue la primera DSLR de Nikon en poder grabar a 60p/50p en 1080p.
- GPS y Wi-Fi integrado en la camra
- Sin filtro de paso bajo.
- Nuevo pentaespejo con 0.82x de magnificacion y 95% de cobertura
- Bracketing.
- Modo HDR con procesado en cámara.
- Timelapse.
- Sistema de limpieza de sensor..
- Entrada HDMI.
- Micrófono estéreo
- Pantalla LCD articulada de 3,2 pulgadas.
- Batería EN-EL14 o EN-EL14A de ion-litio.
- Más pequeña y liviana que su predecesora (480 g).

Al igual que otras DSLR de nivel de consumidor de Nikon, la D5300 no tiene motor de enfoque automático en el cuerpo.